# Draško Prodanović
Draško Prodanović (5 gennaio 1947) è un allenatore di pallacanestro bosniaco.

## Carriera
Ha guidato la Bosnia ed Erzegovina ai Campionati europei del 2003.